# Пенсильванско-немецкий диалект
Пенсильва́нско-неме́цкий диале́кт (самоназв. Pennsilfaanisch-Deitsch, Deitsch, англ. Pennsylvania Dutch, Pennsylvania German, нем. Pennsylfanisch Deutsch) — традиционный язык пенсильванских немцев, один из немецких диалектов в диаспоре, распространённый в небольших общинах в Северной Америке. Общее число носителей оценивается в 250—300 тысяч человек.
Пенсильванско-немецкий диалект восходит к (рейнско-)пфальцскому диалекту, который входит в рейнскофранкское наречие западносредненемецкой группы средненемецких диалектов верхненемецкого кластера («языка»).
На пенсильванско-немецком диалекте говорят потомки переселенцев XVII—XVIII веков из Западной и Южной Германии. В настоящее время он сохраняется в живом общении лишь в сельских общинах амишей и меннонитов.

## Письменность
Существует два способа написания на пенсильванско-немецком диалекте: первый — на основе американского варианта английского языка конвенций правописания; другой основан на стандартной немецкой орфографии.

### Произношение
Произношение немного отличается.
- a — ближе к русскому а
- ae — среднее между а и э
- e — ближе к русскому э
- i — ближе к русскому и
- ie/ieh/ih — долгое и
- o — открытое о
- u — ближе к русскому у
- aa/aah — долгое а
- e/ee/eeh/eh — долгое э
- ae — долгий звук между а и э
- o/oo/oh — о
- u/uu/uh — у
- au — ау
- ei — ай
- oi — ой
- b — б в начале слов, п в конце слов
- b'h — п
- ch — ч в начале слов, х в конце слов
- chs — кс
- d — д в начале слов, т в конце слов
- f — ф
- g/gg — г в начале слов, й в середине слов, к в конце слов
- g'h — к
- h — глухое х в начале слов, в конце слов не произносится
- j — ч
- k — кх
- l — л
- m — м
- n — н
- ng — носовое н
- p — пх
- q — кв
- r/rr — р
- s/ss — с
- sch — ш
- tsch — ч
- v — ф
- w — в
- x — кс
- y — й
- z — ц

Заметки
- Орфография основывается на системы Баффингтона—Барбы и происходит от Pennsylvania Dutch Dialect Project[1].
- Сочетание gg встречается только в середине слова.
- Буква h не произносится в середине и конце слова, но удлиняет предыдущую гласную.
- Буквы j и q используются только в заимствованных словах из английского языка.
- Буква r не произносится перед и после согласной, а в окончаниях -er и -ar произносится как а.

### Примеры
Пенсильванско-немецкий диалект, в первую очередь, являлся разговорным на протяжении всей истории, большая часть носителей делала попытки писать и читать на нём. Письмо на пенсивальванско-немецком диалекте является трудной задачей и для языка не существует никакого стандартного правописания вообще. В настоящее время существуют две конкурирующие разновидности, а многочисленные орфографические (т.е. орфография) системы были основаны на физических лицах, пытающихся писать на диалекте. Одна из «школ», как правило, следует правилам американской английской орфографии, другие — правилам стандартной немецкой орфографии. Выбор письменности не подразумевает никакой разницы в произношении. Для сравнения, перевод на пенсильванско-немецкий диалект молитвы Господней, используя различные системы правописания, содержится в книге общих молитв и представлен ниже. Текст во второй колонке иллюстрирует систему, основанную на американском английском правописании. В тексте в третьей колонке, с другой стороны, используется система, основанная на стандартном немецком языке. В первой колонке представлен русский синодальный перевод, а стандартная немецкая версия — в пятой колонке. (Примечание: немецкая версия молитвы «Отче наш», которая, скорее всего, использовалась немцами Пенсильвании, происходит в большинстве случаев из перевода Нового Завета Мартина Лютера).
| Русский (Синодальный перевод)          | Письменность 1 (на английской основе)     | Письменность 2 (на немецкой основе)         | Пфальцский диалект                                     | Современный немецкий (точный перевод)          | Современный немецкий (стандартная формулировка) |
| -------------------------------------- | ----------------------------------------- | ------------------------------------------- | ------------------------------------------------------ | ---------------------------------------------- | ----------------------------------------------- |
| Отче наш, сущий на небесах!            | Unsah Faddah im Himmel,                   | Unser Vadder im Himmel,                     | Unser Vadder im Himmel                                 | Unser Vater im Himmel,                         | Vater Unser im Himmel,                          |
| да святится имя Твое;                  | dei nohma loss heilich sei,               | dei Naame loss heilich sei,                 | Dei Name sell heilich sei,                             | Deinen Namen lass heilig sein,                 | geheiligt werde dein Name,                      |
| да приидет Царствие Твое;              | Dei Reich loss kumma.                     | Dei Reich loss komme.                       | Dei Reich sell kumme,                                  | Dein Reich lass kommen.                        | Dein Reich komme.                               |
| да будет воля Твоя                     | Dei villa loss gedu sei,                  | Dei Wille loss gedu sei,                    | Dei Wille sell gschehe                                 | Deinen Willen lass getan sein,                 | Dein Wille geschehe,                            |
| и на земле, как на небе;               | uf di eaht vi im Himmel.                  | uff die Erd wie im Himmel.                  | uf de Erd wie im Himmel.                               | auf der Erde wie im Himmel.                    | wie im Himmel, so auf Erden.                    |
| хлеб наш насущный дай нам на сей день; | Unsah tayklich broht gebb uns heit,       | Unser deeglich Brot gebb uns heit,          | Geb uns heit das Brot, was mer de Daach brauchen,      | Unser täglich Brot gib uns heute,              | Unser tägliches Brot gib uns heute,             |
| и прости нам долги наши,               | Un fagebb unsah shulda,                   | Un vergebb unser Schulde,                   | Un vergeb uns unser Schuld                             | Und vergib unsere Schulden,                    | Und vergib uns unsere Schuld,                   |
| как и мы прощаем должникам нашим;      | vi miah dee fagevva vo uns shuldich sinn. | wie mir die vergewwe wu uns schuldich sinn. | wie mir denne vergewwe, wo an uns schuldich worre sin. | wie wir denen vergeben, die uns schuldig sind. | wie auch wir vergeben unseren Schuldigern.      |
| и не введи нас в искушение,            | Un fiah uns naett in di fasuchung,        | Un fiehr uns net in die Versuchung,         | Un fiehr uns nit in Versuchung,                        | Und führe uns nicht in die Versuchung,         | Und führe uns nicht in Versuchung,              |
| но избавь нас от лукавого.             | avvah hald uns fu'm eevila.               | awwer hald uns vum ewile.                   | awwer rett uns vum Beese.                              | aber halte uns vom Üblen [fern].               | sondern erlöse uns von dem Bösen.               |
| Ибо Твое есть Царство и сила           | Fa dei is es Reich, di graft,             | Fer dei is es Reich, die Graft,             | Dir gheert jo es Reich, die Kraft,                     | Denn Dein ist das Reich, die Kraft             | Denn Dein ist das Reich, und die Kraft          |
| и слава во веки.                       | un di hallichkeit in ayvichkeit.          | un die Hallichkeit in Ewichkeit.            | un die Herrlichkeit in Ewichkeit.                      | und die Herrlichkeit in Ewigkeit.              | und die Herrlichkeit in Ewigkeit.               |
| Аминь.                                 | Amen.                                     | Amen.                                       | Amen.                                                  | Amen.                                          | Amen.                                           |

### Организации
- German Society of Pennsylvania Архивная копия от 4 мая 2021 на Wayback Machine
- The Pennsylvania German Society Архивная копия от 5 ноября 2020 на Wayback Machine
- Deutsch-Pennsylvanischer Arbeitskreis / German-Pennsylvanian Association Архивная копия от 5 февраля 2007 на Wayback Machine

### На пенсильванско-немецком
- Hiwwe wie Driwwe — The Pennsylvania German Newspaper Архивная копия от 11 января 2007 на Wayback Machine
- Deitscherei.org — Fer der Deitsch Wandel Архивная копия от 17 октября 2020 на Wayback Machine
- Amisch.de — Pennsylvaniadeutsch Board Архивная копия от 8 декабря 2021 на Wayback Machine

### Сведения
- Pennsylvania German in non-Amish, non-Mennonite communities
- From the Global Anabaptist Mennonite Encyclopedia Online Архивная копия от 13 мая 2013 на Wayback Machine
- https://web.archive.org/web/20030606082107/http://township.wellesley.on.ca/deitsch.htm
- Possible explanations for the confusion of names Архивная копия от 17 апреля 2021 на Wayback Machine
- John Schmid is an Ohio-based Christian minister who sings in Pennsylvania German.
- Алфавит и произношение Архивная копия от 27 апреля 2016 на Wayback Machine